# Rotala tulunadensis
Rotala tulunadensis är en fackelblomsväxtart som beskrevs av K.S.Prasad, P.Biju, Raveendran och K.G.Bhat. Rotala tulunadensis ingår i släktet Rotala och familjen fackelblomsväxter. Inga underarter finns listade i Catalogue of Life.